# Día del Mar
Día del Mar (svenska: Havets dag) är en årlig fest som hålls den 23 mars i La Paz, Bolivia till minnet av förlusten av Antofagasta till Chile under Stillahavskrigen på 1800-talet. Den 23 mars är den bolivianske krigshjälten Eduardo Abaroas dödsdag.